# توماس هيل (رسام)
توماس هيل (بالإنجليزية: Thomas Hill)‏ (11 سبتمبر 1829-30 يونيو 1908) هو فنان أمريكي من أصل إنجليزي في القرن التاسع عشر. أنتج العديد من اللوحات الجميلة للمناظر الطبيعية في كاليفورنيا، ولا سيما وادي يوسمايت، وكذلك جبال وايت في نيوهامبشير.